# (3077) Henderson
(3077) Henderson es un asteroide perteneciente al cinturón de asteroides, descubierto el 22 de septiembre de 1982 por Edward Bowell desde la Estación Anderson Mesa (condado de Coconino, cerca de Flagstaff, Arizona, Estados Unidos).

## Designación y nombre
Designado provisionalmente como 1982 SK. Fue nombrado Henderson en honor al astrónomo escocés Thomas James Henderson.